# 1963 (numero)
Millenovecentosessantatré (1963) è il numero naturale dopo il 1962 e prima del 1964.

## Proprietà matematiche
- È un numero dispari.
- È un numero composto da 4 divisori: 1, 13, 151, 1963. Poiché la somma dei suoi divisori (escluso il numero stesso) è 165 < 1963, è un numero difettivo.
- È un numero semiprimo.
- È un numero nontotiente in quanto dispari e diverso da 1.
- È un numero palindromo nel sistema posizionale a base 6 (13031).
- È un numero fortunato.
- È un numero intero privo di quadrati.
- È un numero malvagio.
- È parte delle terne pitagoriche (755, 1812, 1963), (1963, 11316, 11485), (1963, 12684, 12835), (1963, 148200, 148213), (1963, 1926684, 1926685).

## Astronomia
- 1963 Bezovec è un asteroide della fascia principale del sistema solare.

## Astronautica
- Cosmos 1963 è un satellite artificiale russo.